# ワールドカフェ
ワールドカフェ（英語: The World Café）は何人かの会議での討論のやり方（ファシリテーション）の一形式。
各参加者が対話を通じて、「気づき」を得ることを目的とする。
1995年にアメリカ合衆国のファニータ・ブラウン（Huanita Brown）とデイヴィッド・アイザックス（David Isaacs）が偶然の機会に行う状況になり始まったといわれている。
フォーマルな会議よりも、移動も自由なオープンな打ち合わせのほうが発想が豊かになり、意見も活発になるという思想に基づく。

## 実施手順例
以下にワールドカフェを実施する手順の例を示す。
1. 参加者全員にテーマとなる「問い」を発表し、共有する。
2. 小グループ（4人から6人程度）に分かれて、「問い」について対話を行う。得られたアイデアは模造紙に書く、付箋紙に書いて掲示板に貼り付けるなどしておく。
3. 指定した時間が経過したならば、1人を除いてグループを再構成し、新たなグループで議論を深める対話を行う。その際に残っていた1人は自グループがどういったアイデアが出たのか新しいグループのメンバーに説明する。
4. 何回か繰り返した後に、各グループの1人がまとめの報告を全員に行い、アイデアの共有を行う。

## 参照項目
- ファシリテーション